# Coccothrinax munizii
Coccothrinax munizii är en enhjärtbladig växtart som beskrevs av Attila L. Borhidi. Coccothrinax munizii ingår i släktet Coccothrinax och familjen Arecaceae. Inga underarter finns listade i Catalogue of Life.